# (2985) Shakespeare
Pour les articles homonymes, voir Shakespeare (homonymie).
(2985) Shakespeare est un astéroïde de la ceinture principale qui a été découvert par Edward L. G. Bowell le 12 octobre 1983.
Cet astéroïde a été ainsi baptisé en hommage à William Shakespeare (1564-1616), dramaturge anglais.

Nombre de personnages de ses pièces de théâtre ont été utilisés pour baptiser les corps mineurs et les formations du système planétaire d'Uranus.